# Paul Palmieri
Paul Palmieri (født 9. april 1933, død 6. maj 2020) var præsident for, og dermed den øverste leder, for Jesu Kristi Kirke. Han blev valgt til embedet i 2005. 
Før han blev præsident for kirken, havde han flere forskellige stillinger i kirken, han tog bl.a. på mission til Italien, Nigeria, Indien, Peru, Mexico, England, Polen, Filippinerne og Guatemala. Han var også evangelist, apostel og førsterådgiver til den forrige præsident. Begge hans forældre kom oprindeligt fra Italien, de mødte hinanden i USA, hvor de boede resten af deres liv.

## Kort overblik over Palmieris tid i kirken
- Døbt d. 19.08.56
- Ordineret til ældste d. 16.04.67
- Ordineret til evangelist d. 27.10.74
- Ordineret til apostel d. 12.10.86
- Valgt som præsident i 2005.